# Cidade dos Ossos
Cidade dos Ossos é o primeiro livro da série Os Instrumentos Mortais, uma série para jovens e adultos de fantasia urbana que se passa em Nova Iorque. Foi escrito por Cassandra Clare. Foi originalmente publicado nos Estados Unidos em capa dura em 27 de março de 2007, e foi lançado no Reino Unido em 2 de julho de 2007. Alcançou a oitava posição na lista de Best Sellers do New York Times em abril de 2007.

## Publicação
Cidade dos Ossos foi primeiramente publicado nos Estados Unidos em 27 de março de 2007, pela editora Simon & Schuster. Um versão de livro de bolso foi publicada pela Simon Pulse (companhia filiada da S&S) em 19 de fevereiro de 2008. No Reino Unido nenhuma cópia de capa dura foi lançada, mas uma edição de bolso foi lançada pela editora Walter Books. No Brasil, a editora Galera Record, lançou esse e todos os outros livros da série Os Instrumentos Mortais. A editora também irá lançar a outra série da autora, As Peças Infernais, uma prequela para Os Instrumentos Mortais.

### Antecedentes
A ideia de Cidade dos Ossos veio originalmente para Cassandra Clare quando sua amiga a levou para ver uma loja de tatuagem. Ela lhe mostrou as pegadas no teto da loja que estavam cruzando e criando padrões, mas para Clare "Parecia uma batalha fabulosa e sobrenatural que havia sido travada por seres que tinham deixado suas pegadas para trás". Ela então teve a ideia de criar uma sociedade secreta de caçadores de demônios cuja magia fosse baseada em um sistema de Marcas tatuadas. Clare queria escrever algo que combinasse os elementos de uma fantasia tradicional e "Reformulá-los através de uma lente moderna e urbana".

### Temas principais
O tema do livro é a descida. Cassandra Clare disse: "É estruturado como uma jornada de uma heroína para o submundo". O livro introduz uma protagonista em um mundo sobrenatural/fantástico o qual ela nunca esteve presente e descreve sua jornada até lá como uma descida. Cada epígrafe do livro faz uma referência à descida. Outro tema principal é "esperar o inesperado".

### Narração
A história é narrada inteiramente em terceira pessoa, no qual há um narrador onisciente que sabe todos os pensamentos dos personagens. Em quase todas as cenas, a narração está sob o ponto de vista da protagonista Clary. Há alguns trechos, no início da história, narrado sob o ponto de vista do demônio do Pandemônio e outro extremamente pequeno narrado por Hodge.

### Cenário
A história toda se passa em Nova York. Clary é uma menina comum que nasceu e viveu toda sua vida no bairro do Brooklyn. Ela descobre que tem o dom da Visão e, por isso, consegue enxergar o Mundo das Sombras, que se encontra escondido nas ruas da cidade e de todo o mundo. Vários lugares e bairros da cidade são citados ao longo do livro.

### Capítulos
O livro é dividido em vinte e três capítulos, separados entre três epígrafes. No início de cada epígrafe, há trechos de poesias, entre as quais se destacam: Paraíso perdido, de John Milton; Eneida, de Virgílio e The Descent, de William Carlos Williams. Logo após os agradecimentos, há um trecho de Julio César, escrita por William Shakespeare.
| #                            | Capítulo                   |
| ---------------------------- | -------------------------- |
| Parte 1 - Declínio Sombrio   |                            |
| 1                            | Pandemônio                 |
| 2                            | Segredos e Mentiras        |
| 3                            | Caçador de Sombras         |
| 4                            | Ravener                    |
| 5                            | Clave e Pacto              |
| 6                            | Renegados                  |
| 7                            | A Porta de Cinco Dimensões |
| 8                            | A Arma da Escolha          |
| 9                            | O Ciclo e a Irmandade      |
| Parte 2 - Fácil é o Descenso |                            |
| 10                           | Cidade dos Ossos           |
| 11                           | Magnus Bane                |
| 12                           | A Festa de Um Morto        |
| 13                           | Lembranças Brancas         |
| 14                           | O Hotel Dumort             |
| 15                           | Desamparados               |
| 16                           | Anjos Cadentes             |
| 17                           | A Flor da Meia-Noite       |
| 18                           | O Cálice Mortal            |
| 19                           | Abbadon                    |
| 20                           | No Beco do Rato            |
| Parte 3 - O Descenso Acena   |                            |
| 21                           | O Conto do Lobisomem       |
| 22                           | A Ruína de Renwick         |
| 23                           | Valentim                   |
| Epílogo - A Ascensão Acena   |                            |

### Capa
Jace Wayland aparece sem camisa na capa original. As tatuagens presente em sua pele são as Marcas dos Caçadores de Sombras, símbolos mágicos capazes de dar habilidade especiais a quem os usa.

## Sinopse
Clary Fray, 15 anos, decide passar a noite em uma boate muito conhecida em Nova York, e o maior de seus problemas provavelmente seria lidar com o ignorante segurança da porta, certo? Errado. Clary testemunha um crime, que só ela consegue ver.
Clary quer ligar para a polícia; quer gritar; quer chamar seu amigo, Simon, que ficou na boate enquanto ela teve a infeliz ideia de perseguir o menino bonitinho de cabelo Preto...
Mas como explicar a eles que ninguém mais na rua enxerga os assassinos, apenas ela? Como provar que houve um crime se não há rastro algum do sangue do garoto morto — aliás, era mesmo um menino?
Mas ela nem tem tempo de tomar uma decisão; logo os assassinos se apresentam para a estranha mundana que não deveria vê-los, mas vê. Jace, Alec e Isabelle são Caçadores de Sombras, guerreiros cuja missão é proteger o mundo que conhecemos de demônios e outras criaturas sobrenaturais. Vampiros que saem da linha, lobisomens descontrolados, monstros cheios de veneno? É por aí mesmo. E depois desse primeiro contato com o Mundo de Sombras, e com Jace — um Caçador que tem a aparência de um anjo, mas a língua tão afiada quanto Lúcifer —, a vida de Clary nunca mais será a mesma.

## Enredo
Clary Fray e Simon Lewis estão em uma animada boate chamada: Clube Pandemônio, nessa boate Clary é testemunha de um assassinato por um grupo de adolescentes. Ela fica chocada que Simon e o guarda de segurança do clube não podem ver o assassino, um menino chamado Jace, que afirma que a pessoa que ele matou era um demônio. No dia seguinte, Jace se oferece para levar Clary para se encontrar com o seu tutor, mas antes que pudesse aceitar, ela recebe um telefonema perturbador de sua mãe. Ela volta para casa (fazendo o que sua mãe pediu para não fazer) e encontra sua mãe desaparecida, o apartamento completamente destruído, e uma criatura monstruosa: Um demônio Ravener estava esperando por ela. Ela venceu a criatura empurrando o Sensor de Jace para dentro de sua garganta, mas é ferida no processo, e Jace a leva para sua casa. Sua casa é chamada de "O Instituto", uma antiga catedral gótica em Nova York que os mundanos (seres humanos) não podem ver, porque está escondida magicamente. Lá, ela se recupera dos ferimentos. Ela também conhece Hodge Starkweather, o tutor de Jace, bem como os seus irmãos adotivos: Isabelle e Alec Lightwood.
Hodge pede a ajuda de um "monge" com poderes especiais de Caçador de Sombras, chamados de "Irmão do Silêncio", Jeremiah, para descobrir como Clary é capaz de ver os Caçadores de Sombras e por que ela foi atacada. Jeremiah descobre um bloqueio na mente de Clary, e os leva para a Cidade dos Ossos, onde os Irmãos do Silêncio tentam quebrá-lo. Embora a tentativa falhe, Clary descobre flashes de informações, particularmente o nome de Magnus Bane, que, com a ajuda de Isabelle, a envia para uma festa, juntamente com Jace, Simon, Alec e Isabelle. Lá, eles descobrem que Magnus é o Alto Feiticeiro do Brooklyn, e ele colocou o bloqueio em Clary, apesar de suas tentativas de ajudá-la a se lembrar serem inúteis. Durante a festa, Simon se transforma em um rato após ingerir uma bebida das fadas, e Jace e Clary vão para um hotel infestados por vampiros para resgatá-lo.
Clary e Jace são ajudados no hotel por um adolescente chamado Raphael. Ele, então, denuncia-os e revela que é o líder do clã de vampiros que estão residindo no interior daquele hotel, e logo Clary e Jace estão lutando por suas vidas. Eles são salvos por lobisomens que afirmam que querem Clary, mas Clary e Jace conseguem fugir e resgatam Simon, porém eles acabam se machucando no processo.

## Personagens
- Clary Fray: É a protagonista de 15 anos de idade. Criada por sua mãe, Jocelyn Fray/Fairchild, uma Caçadora de Sombras, todos os vestígios do mundo mágico estavam escondidos dela em uma tentativa de mantê-la segura. Ela é um tanto quanto baixa e é descrita como tendo cabelos vermelhos e sardas. Ela é uma artista como a mãe e sempre tem em mãos um caderno onde desenha tudo o que lhe vem à cabeça. Ela também tem um poder extraordinário, no qual ela pode desenhar símbolos que somente os anjos podem usar, e que não estão no livro Gray. Durante todo o restante da série, Clary embarca em uma missão para ajudar a mãe, enquanto tenta se adaptar à vida como uma Caçadora de Sombras. Ela percebeu que havia um forte interesse romântico em Jace, percebendo que ele também nutria por ela os mesmos sentimentos emocionais, o que levou o casal a se beijar no aniversário de dezesseis anos de Clary. Com a conclusão do livro, revela-se que ambos são irmãos, o que conflita os sentimentos que sentem um pelo outro.
- Jace Wayland: Um jovem Caçador de Sombras órfão devido ao assassinato de seu pai, ele agora vive com os Lightwoods e Hodge Starkweather no Instituto em Nova York. Ele diz ser o melhor Caçador de Sombras da sua idade, tendo sido treinado severamente por seu pai antes de sua morte. Ele é descrito como tendo cabelos, olhos e pele dourados, tornando-o popular com as meninas, embora ele nunca teve um relacionamento sério. Ele é muito arrogante, mas é uma pessoa muito amável e pensativa, embora tenta esconder. Seu nome vem de suas iniciais, JC, abreviação de Jonathan Christopher.
- Simon Lewis: Melhor amigo humano de Clary há cerca de 10 anos. Ele também é apaixonado por ela, embora ela não pareça ter os mesmos sentimentos por ele. Simon também mostra um interesse parcial em Isabelle, embora aparentemente decida pelo encerramento do romance, logo após ser transformado acidentalmente em um rato durante uma festa na residência de Magnus Bane.
- Isabelle Lightwood: Bonita e desagradável, também é uma Caçadora de Sombras. Ela é descrita como tendo cabelos negros, olhos negros, alta e incrivelmente bonita.
- Alec Lightwood: Irmão de sangue de Isabelle. Embora ele fora um Caçador de Sombras por muitos anos, ele nunca matara um demônio. Ele foi ferido quando tentou matar um Demônio Maior, mas Simon salvou a sua vida derrotando o demônio utilizando o arco e flecha de Alec. Ele tem cabelos pretos e olhos azuis. Alec é gay e está apaixonado por Jace. Ele não gosta de Clary, justamente pelo fato de Jace ser apaixonado por ela e não por ele, mas é simpático com ela ao final do livro.
- Luke Garroway: Já foi um Caçador de Sombras e membro do Ciclo, que foi iniciado por Valentim. Melhor amigo da mãe de Clary e, aparentemente, apaixonado por ela. Luke é um Lobisomem e Líder do seu bando.
- Valentim Morgenstern: Um Caçador de Sombras poderoso e maligno. Ele retorna depois de vários anos, quando foi supostamente morto e tenta roubar o Cálice Mortal de Jocelyn (mãe de Clary). Ele era o marido de Jocelyn e revela que Jace e Clary supostamente são seus filhos.
- Magnus Bane: Um feiticeiro bissexual de Brooklyn, que tem interesses românticos em Alec Lightwood. Quando seu nome é encontrado impresso dentro da mente de Clary, ela e os Caçadores de Sombras devem procurá-lo para descobrir o que ele tem a ver com seu passado e sua mãe. Ele salvou Alec uma vez, que foi ferido por um Demônio Maior. Ele é bastante conhecido por usar roupas extravagantes e brilhantes, repletas de purpurina.
- Hodge Starkweather: O tutor de Isabelle, Alec e Jace. A maldição lançada pela Clave o mantém preso no interior das muralhas do Instituto, a punição para os seus dias como membro do Ciclo.
- Jocelyn Fray/Fairchild: A mãe de Clary, uma Caçadora de Sombras na clandestinidade por causa de seu envolvimento com o Ciclo. Ela era a esposa de Valentim. Ela escondeu o Cálice Mortal (um dos três Instrumentos Mortais) e submeteu-se ao coma por beber uma poção dada a ela por um bruxo para impedir que Valentim tivesse a posse do Cálice Mortal.

## Recepção
O revisor de Publishers Weekly chama Cidade dos Ossos de "uma história convincente" e também escreve que "os fãs do horror inteligente tipificado por Buffy, a Caçadora de Vampiros instantaneamente se apaixonarão por esta nova série." 

## Adaptação para o cinema
Em 10 de junho de 2010, Screen Gems anunciou que estavam entrando em produção de um filme dos Instrumentos Mortais, baseado em Cidade dos Ossos, com um roteiro escrito por Jessica Postigo. Em 10 de dezembro de 2010, foi oficialmente anunciado que Lily Collins havia sido escalado para o papel de Clary Fray, e Scott Charles Stewart (que trabalhou com Collins em Padre) seria o diretor. Alex Pettyfer, favorito dos fãs, foi oferecido o papel de Jace Wayland, embora ele fosse um ávido fã dos livros e fortemente desejado para assumir o papel, ele finalmente decidiu não fazer adaptações de filmes baseados em séries para jovens e adultos, deixando o personagem de Jace sem ator. Então, em 31 de maio de 2011, depois de muita especulação sobre quem iria interpretar o protagonista da história, foi oficialmente anunciado que Jamie Campbell Bower acabaria por retratar Jace Wayland.